# Préfecture de la Vienne

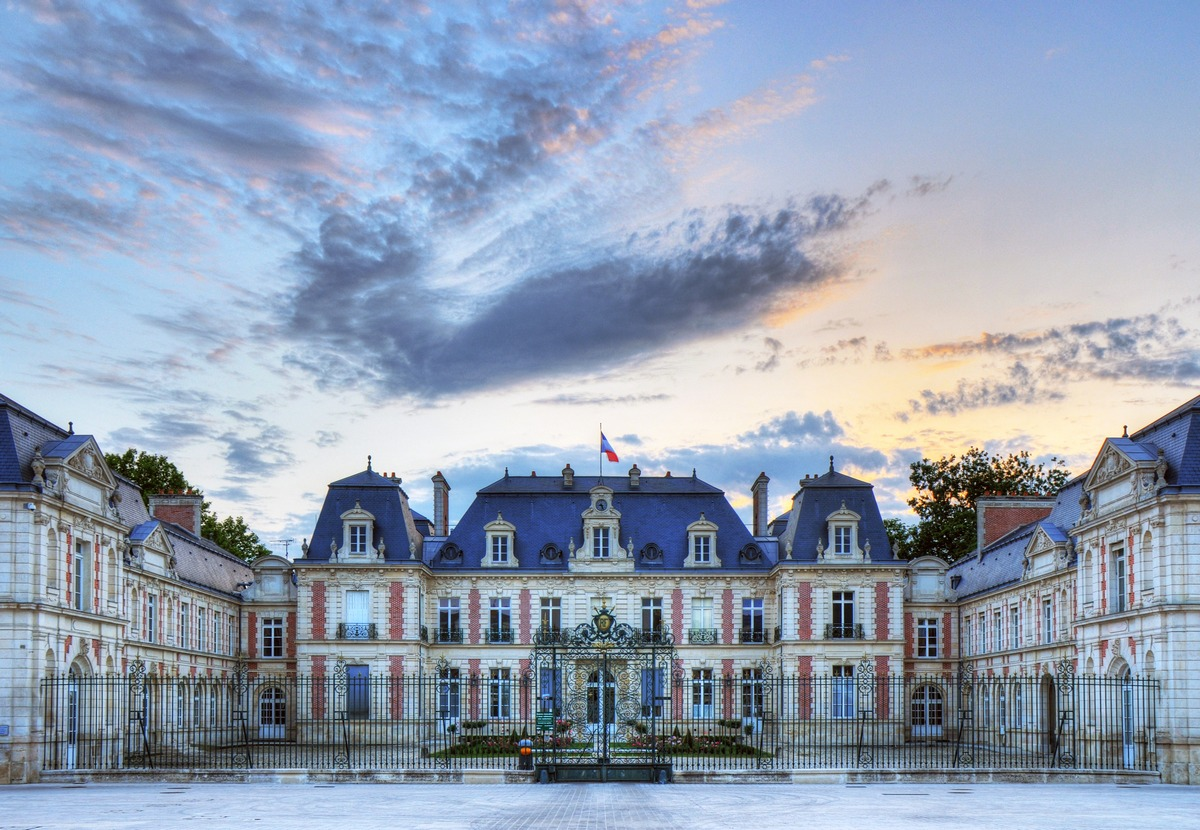
L'hôtel de préfecture, place Aristide Briand.

La préfecture de la Vienne est une préfecture française compétente sur le département de la Vienne.
La préfecture est dirigée par le Préfet de la Vienne. Le préfet actuel est Serge Boulanger depuis le 6 novembre 2024.

## Localisation
La préfecture de la Vienne est située 7 Place Aristide Briand à Poitiers, elle est visible depuis la mairie de Poitiers qui se situe de l'autre côté de la rue Victor Hugo. 

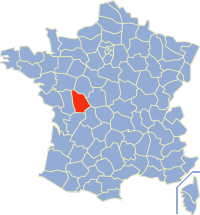
Département de la Vienne.

## Historique

### Création de la préfecture de la Vienne
À la suite du Décret de la division de la France en départements qu'adopta l'assemblée nationale le 22 décembre 1789 qui amènera à la création du département de la Vienne le 4 mars 1790, est promulguée la Loi du 28 pluviôse an VIII qui prévoit la création d'un préfet dans chaque département. Ainsi le premier haut fonctionnaire fut Charles Cochon de Lapparent, installé le 11 ventôse an VIII (2 mars 1800) au poste de préfet de la Vienne jusqu'en 1805.

### Construction de l'Hôtel de préfecture de la Vienne
La topographie de la ville de Poitiers n’offrait que très peu de place pour le cœur de la vie publique, inévitablement situé sur le “plateau”, que la cité a investi au cours de son histoire et sur lequel se concentre l’activité économique et sociale. La construction d’un nouvel hôtel de préfecture va très vite apparaître comme le moteur d’un renouvellement urbain plus général.
En 1856 est nommé à Poitiers le préfet Jacques Paulze d’Ivoy. Il choisit, pour la conception de son nouvel hôtel, Charles Rohault de Fleury, architecte parisien qui réalisa le Muséum à Paris. Les préfets Mercier-Lacombe, puis surtout Levert, feront appel à un nouvel architecte, Alphonse Durand, parisien lui aussi, ainsi qu’à son assistant Antoine-Gaëtan Guérinot les chargeant de repenser le projet de Rohault de Fleury.
Le 16 avril 1862, un décret impérial déclare d’utilité publique la construction d’un hôtel de la préfecture. Le coût total du projet est estimé à 672 504,37 francs. Les travaux de terrassement débutent en janvier 1864, l'hôtel de préfecture est achevée au cours de l’été 1868.
Sa fonction est double : abriter les services administratifs, mais aussi fournir une résidence destinée à faciliter les devoirs de représentation du préfet dans les départements. La fonction résidentielle s’exerce dans l’Hôtel du Préfet, lieu de réception, mais aussi d’habitation et de travail pour le cabinet du préfet.

## Liste des sous-préfectures de la Vienne
- Sous-préfecture de Châtellerault
- Sous-préfecture de Montmorillon